# Rickettsieae
Tribu
Les Rickettsieae sont une tribu de bactéries comprenant deux genres :
- Orientia ;
- Rickettsia.